# 中村敬斗
中村 敬斗（なかむら けいと、2000年7月28日 - ）は、千葉県我孫子市出身のプロサッカー選手。リーグ・ドゥ・スタッド・ランス所属。ポジションはフォワード（FW）。日本代表。

## 経歴

### プロ入り前
小学生時代は柏レイソルのジュニアに所属していたが、パスサッカーにあわず、地元のクラブに所属。中学時代からは個の力を重視する三菱養和SCに所属し、ドリブルなどを磨いた。高校生になると2年生ながら複数クラブから注目され、2017年12月26日に飛び級でガンバ大阪と2018シーズンの仮契約を発表した。

### ガンバ大阪
2018年よりガンバ大阪に入団。2月24日、開幕戦の名古屋グランパス戦で途中出場からデビューを果たした。3月10日、第3節の川崎フロンターレ戦でプロ入り初先発を果たした。3月14日、ルヴァンカップ第2節の浦和レッズ戦でプロ入り初得点を決めた。5月26日、J3第8節のFC東京U-23戦でJリーグ初得点を決めた。11月24日、第33節のV・ファーレン長崎戦で先発するとJ1リーグ初得点を決めた。
2019年6月19日、ルヴァンカップ・プレーオフ第1戦のV・ファーレン長崎で得点を決めて同大会5試合で3得点を挙げた。7月3日、天皇杯2回戦のカマタマーレ讃岐戦ではプロ入り初のハットトリックを達成した。10月23日にルヴァンカップのニューヒーロー賞に選出された。

#### FCトゥウェンテ
2019年7月16日、オランダ1部のFCトゥウェンテに期限付きで移籍することが発表された。8月4日、開幕戦のPSVアイントホーフェン戦でスタメンを飾ると、デビュー戦で移籍後初ゴールを決めた。
2019年12月14日、第17節フィテッセ戦で前半39分に途中交代を命じられこの試合以降は試合終盤での途中出場が続き、メンバー外になる事が増えた。新型コロナウイルスの影響もあり、契約期間を一年残していたが退団となった。

#### シント＝トロイデンVV
2020年6月25日、ベルギー1部のシント＝トロイデンVVへ期限付き移籍することを発表した。

#### FCジュニアーズOÖ
2021年2月9日、LASKリンツのセカンドチームにあたるオーストリア2部のFCジュニアーズOÖへ期限付き移籍することを発表した。

### LASKリンツ
同年8月11日、オーストリア1部のLASKリンツに完全移籍で加入した。11月7日、WSGスワロフスキー・ティロル戦でリーグ戦初ゴールを決めた。
2022年8月18日、LASKリンツと契約を延長したことを発表した。7月28日、開幕戦のSKアウストリア・クラーゲンフルトでは1得点、1アシストの活躍を見せた。9月11日、第8節のSCアウストリア・ルステナウでは3試合連続ゴールを決め好調を維持した。

### スタッド・ランス
2023年8月10日、フランス1部リーグ・アンのスタッド・ランスへの完全移籍が発表された。8月12日、開幕戦のオリンピック・マルセイユ戦で後半15分から途中出場し、リーグ・アンデビューを飾る。9月26日、第6節のLOSCリール戦でリーグ・アン初得点を決めた。
2024年10月20日、AJオセール戦では欧州主要リーグで日本人初の5試合連続ゴールを決めた。2025年4月11日、RCランス戦では日本人初となるリーグ・アンで二桁得点を達成した。最終的にはこのシーズン32試合11得点2アシストを記録。しかし、チームは成績が低迷してリーグ16位で入れ替え戦に挑むこととなった。その入れ替え戦で2試合ともに出場するもチームは敗れて2部降格が決定した。

### 代表
2017年10月、FIFA U-17ワールドカップのメンバーに選出される。初戦のU-17ホンジュラス代表戦ではハットトリックの活躍で勝利に貢献した。日本は決勝トーナメントでU-17イングランド代表に敗れたが同大会で4得点をあげる活躍を見せた。
2023年3月15日、キリンチャレンジカップ2試合に臨む日本代表メンバーに初選出される。3月24日、ウルグアイ戦で後半45分から途中出場し、A代表デビューを果たす。6月15日、キリンチャレンジカップ・エルサルバドル戦で後半開始から途中出場し、代表初得点を決めた。9月12日、キリンチャレンジカップ・トルコ戦で代表初先発を飾り、2得点を挙げた。
2024年1月14日、アジアカップ2023のグループステージ第1戦のベトナム戦で得点を決め、1970年の上田忠彦以来、54年ぶりとなるA代表デビューから国際Aマッチ出場6試合6得点を記録した。

## 所属クラブ
ユース経歴
- 高野山SSS
- 柏イーグルスTOR'82
- 柏レイソルU-12
- 高野山サッカースポーツ少年団
- 三菱養和SCジュニアユース
- 三菱養和SCユース

プロ経歴
- 2018年 - 2021年8月  ガンバ大阪
  - 2019年7月 - 2020年6月  FCトゥウェンテ（期限付き移籍）
  - 2020年6月 - 同年2月  シント＝トロイデンVV（期限付き移籍）
  - 2021年2月 - 同年8月  FCジュニアーズOÖ（英語版）（期限付き移籍）
- 2021年8月 - 2023年8月  LASKリンツ
- 2023年8月 -  スタッド・ランス

## 個人成績
| 国内大会個人成績 | 国内大会個人成績   | 国内大会個人成績 | 国内大会個人成績 | 国内大会個人成績 | 国内大会個人成績 | 国内大会個人成績         | 国内大会個人成績         | 国内大会個人成績 | 国内大会個人成績 | 国内大会個人成績 | 国内大会個人成績 |
| 年度             | クラブ             | 背番号           | リーグ           | リーグ戦         | リーグ戦         | リーグ杯                 | リーグ杯                 | オープン杯       | オープン杯       | 期間通算         | 期間通算         |
| 年度             | クラブ             | 背番号           | リーグ           | 出場             | 得点             | 出場                     | 得点                     | 出場             | 得点             | 出場             | 得点             |
| 日本             | 日本               | 日本             | 日本             | リーグ戦         | リーグ戦         | リーグ杯                 | リーグ杯                 | 天皇杯           | 天皇杯           | 期間通算         | 期間通算         |
| ---------------- | ------------------ | ---------------- | ---------------- | ---------------- | ---------------- | ------------------------ | ------------------------ | ---------------- | ---------------- | ---------------- | ---------------- |
| 2018             | G大阪              | 38               | J1               | 17               | 1                | 7                        | 1                        | 1                | 0                | 25               | 2                |
| 2019             | G大阪              | 38               | J1               | 7                | 0                | 5                        | 3                        | 1                | 3                | 13               | 6                |
| オランダ         | オランダ           | オランダ         | オランダ         | リーグ戦         | リーグ戦         | リーグ杯                 | リーグ杯                 | KNVBカップ       | KNVBカップ       | 期間通算         | 期間通算         |
| 2019-20          | トゥウェンテ       | 13               | エールディヴィジ | 17               | 4                | -                        | -                        | 1                | 2                | 18               | 6                |
| ベルギー         | ベルギー           | ベルギー         | ベルギー         | リーグ戦         | リーグ戦         | リーグ杯                 | リーグ杯                 | ベルギー杯       | ベルギー杯       | 期間通算         | 期間通算         |
| 2020-21          | シント・トロイデン | 15               | ジュピラー       | 5                | 1                | -                        | -                        | 0                | 0                | 5                | 1                |
| オーストリア     | オーストリア       | オーストリア     | オーストリア     | リーグ戦         | リーグ戦         | リーグ杯                 | リーグ杯                 | オーストリア杯   | オーストリア杯   | 期間通算         | 期間通算         |
| 2020-21          | ジュニアーズOÖ     | 19               | 2. ブンデス      | 9                | 2                | -                        | -                        | 0                | 0                | 9                | 2                |
| 2021-22          | ジュニアーズOÖ     | 19               | 2. ブンデス      | 5                | 3                | -                        | -                        | 0                | 0                | 5                | 3                |
| 2021-22          | LASK               | 38               | ブンデス         | 22               | 6                | -                        | -                        | 3                | 0                | 25               | 6                |
| 2022-23          | LASK               | 38               | ブンデス         | 31               | 14               | -                        | -                        | 5                | 3                | 36               | 17               |
| 2023-24          | LASK               | 38               | ブンデス         | 1                | 0                | -                        | -                        | 0                | 0                | 1                | 0                |
| フランス         | フランス           | フランス         | フランス         | リーグ戦         | リーグ戦         | F・リーグ杯              | F・リーグ杯              | フランス杯       | フランス杯       | 期間通算         | 期間通算         |
| 2023-24          | スタッド・ランス   | 17               | リーグ・アン     | 25               | 4                | -                        | -                        | 0                | 0                | 25               | 4                |
| 2024-25          | スタッド・ランス   | 17               | リーグ・アン     | 32               | 11               | -                        | -                        | 5                | 1                | 37               | 12               |
| 通算             | 日本               | 日本             | J1               | 24               | 1                | 12                       | 4                        | 2                | 3                | 38\|\|\|8        |                  |
| 通算             | オランダ           | オランダ         | エールディヴィジ | 17               | 4                | -\|\|\|1\|\|2\|\|18\|\|6 | -\|\|\|1\|\|2\|\|18\|\|6 |                  |                  |                  |                  |
| 通算             | ベルギー           | ベルギー         | ジュピラー       | 5                | 1                | -                        | -                        | 0                | 0                | 5                | 1                |
| 通算             | オーストリア       | オーストリア     | 2. ブンデス      | 14               | 5                | -                        | -                        | 0                | 0                | 14               | 5                |
| 通算             | オーストリア       | オーストリア     | ブンデス         | 54               | 20               | -                        | -                        | 8                | 3                | 62               | 23               |
| 通算             | フランス           | フランス         | リーグ・アン     | 57               | 15               | -                        | -                        | 5                | 1                | 62               | 16               |
| 総通算           | 総通算             | 総通算           | 総通算           | 171              | 46               | 12                       | 4                        | 16               | 9                | 199              | 59               |

| 2018   | G大23  | 38     | J3     | 15 | 4 | 15 | 4 |
| 2019   | G大23  | 38     | J3     | 6  | 1 | 6  | 1 |
| 通算   | 日本   | 日本   | J3     | 21 | 5 | 21 | 5 |
| 総通算 | 総通算 | 総通算 | 総通算 | 21 | 5 | 21 | 5 |

その他の公式戦
- 2024-25
  - リーグ・アン参入プレーオフ 2試合0得点

| 国際大会個人成績 | 国際大会個人成績 | 国際大会個人成績 | 国際大会個人成績 | 国際大会個人成績 |
| 年度             | クラブ           | 背番号           | 出場             | 得点             |
| UEFA             | UEFA             | UEFA             | UECL             | UECL             |
| ---------------- | ---------------- | ---------------- | ---------------- | ---------------- |
| 2021-22          | LASKリンツ       | 38               | 5                | 3                |
| 通算             | UEFA             | UEFA             | 5                | 3                |

- Jリーグ初出場 - 2018年2月24日 J1第1節 vs名古屋グランパス（パナソニックスタジアム吹田）
- 公式戦初得点 - 2018年3月14日 ルヴァンカップ予選リーグ第2節 vs浦和レッズ（埼玉スタジアム2002）
- Jリーグ初得点 - 2018年5月26日 J3第8節 vsFC東京U-23（パナソニックスタジアム吹田）
- エールディヴィジ初出場・初得点 - 2019年8月3日 第1節 vsPSVアイントホーフェン（デ・フロールシュ・フェステ）
- ジュピラー・プロ・リーグ初出場 - 2020年8月9日 第1節 vsKAAヘント（スタイエン）
- ジュピラー・プロ・リーグ初得点 - 2020年12月2日 第11節 vsロイヤル・エクセル・ムスクロン（スタッド・ル・カノンニエ）
- オーストリア・ブンデスリーガ初出場 - 2021年8月16日 第4節 vsSKシュトゥルム・グラーツ（ライファイゼン・アレーナ）
- オーストリア・ブンデスリーガ初得点 - 2021年11月7日 第14節 vsWSGスワロフスキー・ティロル（ライファイゼン・アレーナ）
- リーグ・アン初出場 - 2023年8月12日 第1節 vsオリンピック・マルセイユ（スタッド・ヴェロドローム）
- リーグ・アン初得点 - 2023年9月26日 第6節 vsLOSCリール（スタッド・ピエール＝モーロワ）

## タイトル

### 個人
- ルヴァンカップ・ニューヒーロー賞（2019年）
- JPFAアワード（JPFA）・ベストイレブン：1回（2024年）
- 我孫子市民文化スポーツ栄誉章(2025年)[33]

## 代表歴
- 国際Aマッチ初出場 - 2023年3月24日 キリンチャレンジカップ2023 vsウルグアイ代表（国立競技場）
- 国際Aマッチ初得点 - 2023年6月15日 キリンチャレンジカップ2023 vsエルサルバドル代表（豊田スタジアム）

### 出場大会
- U-15日本代表
  - AFC U-16選手権・予選（2015年）
  - バル・ド・マルヌ U-16国際親善トーナメント（2015年）
- U-16日本代表
  - SPORT FOR TOMORROW　日本・中央アジアU-16サッカー交流大会（2016年）
  - U-16インターナショナルドリームカップ（2016年）
  - AFC U-16選手権（2016年）
  - COPA UC 2016（2016年）
- U-17日本代表
  - 国際ユースサッカーin新潟（2017年）
  - バツラフ・イェジェク国際ユーストーナメント（2017年）
  - FIFA U-17ワールドカップ（2017年）
- U-19日本代表
  - ブラジル遠征（2018年）
- U-20日本代表
  - FIFA U-20ワールドカップ（2019年）
- U-21日本代表
  - スポーツ・フォー・トゥモロー（SFT）プログラム南米・日本U-21サッカー交流 （2018年）
- 日本代表
  - キリンチャレンジカップ（2023年）
  - AFCアジアカップ2023（2024年）
  - 2026 FIFAワールドカップ・アジア2次予選（2024年）
  - 2026 FIFAワールドカップ・アジア3次予選（2024年）

### 試合数
- 国際Aマッチ 18試合 8得点（2023年 - ）

| 日本代表 | 国際Aマッチ | 国際Aマッチ |
| 年       | 出場        | 得点        |
| -------- | ----------- | ----------- |
| 2023     | 4           | 4           |
| 2024     | 10          | 4           |
| 2025     | 4           | 0           |
| 通算     | 18          | 8           |

### 出場
| No.  | 開催日         | 開催都市 | スタジアム                               | 対戦国         | 結果  | 監督   | 大会                                   |
| ---- | -------------- | -------- | ---------------------------------------- | -------------- | ----- | ------ | -------------------------------------- |
| 1．  | 2023年3月24日  | 東京     | 国立競技場                               | ウルグアイ     | △1-1  | 森保一 | キリンチャレンジカップ2023             |
| 2.   | 2023年6月15日  | 豊田     | 豊田スタジアム                           | エルサルバドル | ○6-0  | 森保一 | キリンチャレンジカップ2023             |
| 3.   | 2023年9月12日  | ヘンク   | セゲカ・アレーナ                         | トルコ         | ○4-2  | 森保一 | キリンチャレンジカップ2023             |
| 4.   | 2023年10月13日 | 新潟     | デンカビッグスワンスタジアム             | カナダ         | ○4-1  | 森保一 | MIZUHO BLUE DREAM MATCH 2023           |
| 5.   | 2024年1月1日   | 東京     | 国立競技場                               | タイ           | ○5-0  | 森保一 | TOYO TIRES CUP 2024                    |
| 6.   | 2024年1月14日  | ドーハ   | アル・トゥマーマ・スタジアム             | ベトナム       | 〇4-2 | 森保一 | AFCアジアカップ2023                    |
| 7.   | 2024年1月24日  | ドーハ   | アル・トゥマーマ・スタジアム             | インドネシア   | ○3-1  | 森保一 | AFCアジアカップ2023                    |
| 8.   | 2024年1月31日  | ドーハ   | アル・トゥマーマ・スタジアム             | バーレーン     | ○3-1  | 森保一 | AFCアジアカップ2023                    |
| 9.   | 2024年6月6日   | ヤンゴン | トゥウンナ・スタジアム                   | ミャンマー     | ○5-0  | 森保一 | 2026 FIFAワールドカップ・アジア2次予選 |
| 10.  | 2024年6月11日  | 広島     | エディオンピースウイング広島             | シリア         | ○5-0  | 森保一 | 2026 FIFAワールドカップ・アジア2次予選 |
| 11.  | 2024年9月10日  | リファー | バーレーン・ナショナル・スタジアム       | バーレーン     | ○5-0  | 森保一 | 2026 FIFAワールドカップ・アジア3次予選 |
| 12.  | 2024年10月10日 | ジッダ   | キング・アブドゥッラー・スポーツ・シティ | サウジアラビア | ○2-0  | 森保一 | 2026 FIFAワールドカップ・アジア3次予選 |
| 13.  | 2024年10月15日 | さいたま | 埼玉スタジアム2002                       | オーストラリア | △1-1  | 森保一 | 2026 FIFAワールドカップ・アジア3次予選 |
| 14.  | 2024年11月19日 | 廈門     | 廈門白鷺体育場                           | 中国           | ○3-1  | 森保一 | 2026 FIFAワールドカップ・アジア3次予選 |
| 15． | 2025年3月20日  | さいたま | 埼玉スタジアム2002                       | バーレーン     | ○2-0  | 森保一 | 2026 FIFAワールドカップ・アジア3次予選 |
| 16.  | 2025年3月25日  | さいたま | 埼玉スタジアム2002                       | サウジアラビア | △0-0  | 森保一 | 2026 FIFAワールドカップ・アジア3次予選 |
| 17.  | 2025年6月5日   | パース   | パース・スタジアム                       | オーストラリア | ●0-1  | 森保一 | 2026 FIFAワールドカップ・アジア3次予選 |
| 18.  | 2025年6月10日  | 吹田     | 市立吹田サッカースタジアム               | インドネシア   | ○6-0  | 森保一 | 2026 FIFAワールドカップ・アジア3次予選 |

### ゴール
| No. | 開催日         | 開催都市 | スタジアム                   | 対戦国         | 結果  | 大会                                   |
| --- | -------------- | -------- | ---------------------------- | -------------- | ----- | -------------------------------------- |
| 1.  | 2023年6月15日  | 豊田     | 豊田スタジアム               | エルサルバドル | ○6-0  | キリンチャレンジカップ2023             |
| 2.  | 2023年9月12日  | ヘンク   | セゲカ・アレーナ             | トルコ         | ○4-2  | キリンチャレンジカップ2023             |
| 3.  | 2023年9月12日  | ヘンク   | セゲカ・アレーナ             | トルコ         | ○4-2  | キリンチャレンジカップ2023             |
| 4.  | 2023年10月13日 | 新潟     | デンカビッグスワンスタジアム | カナダ         | ○4-1  | MIZUHO BLUE DREAM MATCH 2023           |
| 5.  | 2024年1月1日   | 東京     | 国立競技場                   | タイ           | ○5-0  | TOYO TIRES CUP 2024                    |
| 6.  | 2024年1月14日  | ドーハ   | アル・トゥマーマ・スタジアム | ベトナム       | 〇4-2 | AFCアジアカップ2023                    |
| 7.  | 2024年6月6日   | ヤンゴン | トゥウンナ・スタジアム       | ミャンマー     | ○5-0  | 2026 FIFAワールドカップ・アジア2次予選 |
| 8.  | 2024年6月6日   | ヤンゴン | トゥウンナ・スタジアム       | ミャンマー     | ○5-0  | 2026 FIFAワールドカップ・アジア2次予選 |

## 著書
- 「Natural サッカー日本代表・中村敬斗フォトブック」[34] 出版社：双葉社 発売日2025年6月4日 ISBN 4575319759